# Vizi privati, pubbliche virtù
Vizi privati, pubbliche virtù è un film del 1976 diretto da Miklós Jancsó.

## Trama
L'arciduca Rodolfo d'Asburgo, erede al trono imperiale, contesta il potere del padre Francesco Giuseppe: impossibilitato a farlo scendendo sul suo stesso terreno, il Delfino decide di mettere in questione se stesso, ridicolizzando il proprio ruolo di futuro imperatore.
Nel giardino di una splendida residenza di campagna l'arciduca, che ha una relazione incestuosa con la sorellastra Sofia e il fratellastro (figli naturali di suo padre e della moglie d'un ministro), balla nudo al suono dell'orchestra militare, sfila la biancheria intima alla moglie addormentata mostrando alla servitù l'emblema imperiale ricamato, fa urinare la nutrice, con la quale ha un rapporto di aperta intimità, nel cappello di paglia della donna. La moglie, l'ottusa e detestata Stéphanie, impostagli dal padre, viene fatta partire per la capitale.
L'imperatore invia un generale a riferirgli di presentarsi a corte, ma l'ufficiale viene cacciato e fatto inseguire dai cani. L'arciduca fa versare una polverina afrodisiaca nelle bevande, così le cortigiane, le duchesse e le baronesse si abbandonano a un'interminabile danza, spogliandosi gradatamente fino a rimanere nude insieme ai ragazzi di un circo fatto chiamare appositamente. Lo scopo è realizzare una fotografia dell'orgia da fare circolare per rendere pubblico lo scandalo. Durante il festino, l'arciduca si proclama imperatore, mentre i ritratti del sovrano sono dileggiati e oltraggiati.
Il generale (che era il sadico istitutore dell'arciduca nel collegio militare) ritorna e vede quanto sta accadendo, ma gli amici dell'arciduca lo catturano e lo costringono a una punizione: dovrà farsi possedere da Mary, amante dell'arciduca che l'ha proclamata imperatrice, in apparenza una bellissima ragazza ma in realtà un ermafrodito.
La risposta del padre a tanta depravazione non si fa attendere: la villa viene presidiata da soldati e giunge un ministro, padre putativo della sorellastra e del fratellastro dell'arciduca, per un ultimo tentativo di ricondurlo alla ragione. Rodolfo sente che la fine si avvicina e, congedata la servitù e datosi per matto, inizia un'ultima orgia con i più intimi amici: il duca, Sofia e Mary. La nutrice lo avvisa del pericolo, ammonendolo che qualcuno sta tramando per ucciderlo.
All'alba, cinque uomini in uniforme al comando del generale entrano nel cortile in cui si è consumata l'ultima notte di piacere e sparano ai quattro ribelli, uccidendoli. Solo il corpo di Rodolfo rimane disteso assieme a quello di Mary e le loro salme vengono composte. I cadaveri dei due fratellastri vengono invece fatti sparire. Un prete annuncia il suicidio dell'erede al trono che, secondo la versione ufficiale, si è tolto la vita dopo avere ucciso la donna amata che per ragioni di Stato non avrebbe mai potuto sposare. Mentre viene letto un falso biglietto di commiato, il carro funebre con le salme di Rodolfo e Mary si allontana.

## Produzione
La pellicola fu girata in circa due mesi in un castello settecentesco di Vinica, a circa cento chilometri a nord di Zagabria (nell'allora Croazia jugoslava). Gli attori e le comparse, di varie nazionalità, recitarono ciascuno nella propria lingua e poi furono doppiati, mentre le canzoni rimasero in lingua originale.
Il titolo ungherese del film (Magánbűnök, közerkölcsök) significa letteralmente "vizi privati, pubblici piaceri", ed è questo (non quello italiano) il titolo tradotto nelle edizioni straniere (per esempio quella inglese, Private Vices, Public Pleasures).

## Distribuzione
Fu distribuito nei cinema italiani il 6 maggio 1976.

## Accoglienza

### Critica
L'amore impossibile narrato nel film è una variazione dei fatti di Mayerling, cioè della relazione clandestina tra l'arciduca d'Austria Rodolfo d'Asburgo-Lorena - erede legittimo al trono degli Asburgo - e la sua amante, la baronessa ungherese Maria Vetsera, che si concluse con il doppio suicidio dei protagonisti e che, secondo alcune fonti (mai confermate), potrebbe essere stato invece un duplice omicidio architettato dai funzionari della corte dell'imperatore Francesco Giuseppe, padre di Rodolfo, che temevano, a causa dell'ascendente della baronessa sull'arciduca, le sue simpatie pro-ungheresi.
Il film è volutamente privo di riferimenti storici precisi, per quanto le raffigurazioni dell'imperatore rappresentino le fattezze di Francesco Giuseppe I d'Austria, e si svolge in un'atmosfera tra il reale e il fantastico.
La pellicola è per molti critici smaccatamente commerciale e d'esplicito contenuto sessuale, mentre per altri è un apologo sull'immoralità e sulla vita viziosa dei nobili.
«La solita tesi sul sesso come strumento di ribellione al potere, in un film che è parso un adeguarsi dell'autore a esigenze commerciali». *½ 

## Controversie
Fu presentato al Festival di Cannes del 1976 per l'Italia; non ottenne alcun premio, ma fu oggetto di numerose polemiche.
In Italia il film fu sequestrato per ben due volte, mentre il regista e Giovanna Gagliardo, sceneggiatrice, furono processati e condannati in primo grado per oscenità e poi assolti nei gradi successivi di giudizio. Fra le ragioni dell'ira censoria, oltre alla ripresa esplicita di una masturbazione e di una - solo allusiva - fellatio entrambe eseguite da Laura Betti (poco meno che cinquantenne al tempo delle riprese), anche il ruolo d'ermafrodita di Thérèse-Ann Savoy e il clima d'orgia sfrenata, con abbondanza di nudità femminile ma anche maschile.